# Corey Clement
Pour les articles homonymes, voir Clement.
(en) Statistiques sur pro-football-reference
Corey Joel Clement, né le 2 novembre 1994 à Glassboro, New Jersey, est un joueur américain de football américain. Il joue running back pour les Cowboys de Dallas (NFL).